# 赖阿特阿岛君主列表

赖阿特阿王国旗帜

赖阿特阿王国地图

波利尼西亚社会群岛的赖阿特阿岛，从18世纪起是一个王国，直到1888年被法国吞并。在塔马托亚六世退位后，酋长特劳波奥建立一个反叛法国的政府，由女王图阿里伊担任名义上的领袖，直到法国殖民军队结束赖阿特阿岛原住民的抵抗并在1897年将其领导人流放。目前，该岛是法属波利尼西亚的一部分。

## 列表
| 画像 | 姓名         | 在世时间                    | 即位时间      | 退位时间      |
| ---- | ------------ | --------------------------- | ------------- | ------------- |
|      | 塔马托亚三世 | 1757年—1831年7月10日        | 1820年        | 1831年7月10日 |
|      | 塔马托亚四世 | 1797年—1857                 | 1831年7月10日 | 1857年8月19日 |
|      | 塔马托亚五世 | 1842年9月23日—1881年9月30日 | 1857年8月19日 | 1871年2月8日  |
|      | 塔希托埃     | 1808年—1881年4月13日        | 1871年2月8日  | 1881年4月13日 |
|      | 特豪罗阿     | 1830 – 1884年3月18日        | 1881年4月13日 | 1884年3月18日 |
|      | 塔马托亚六世 | 1853年—1905年9月15日        | 1885年1月25日 | 1888年3月18日 |
|      | 图阿里伊     | 1911年去世                  | 1888年        | 1897年        |